# ریزحالت
در مکانیک آماری، به یک پیکربندی میکروسکوپی ویژه از یک سیستم ترمودینامیکی ریزحالت (به انگلیسی: microstate) می‌گویند. هر ریزحالت یکی از پیکربندی‌هایی است که سیستم می‌تواند بر اثر افت‌وخیزهای گرمایی اختیار کند. در مقابل، یک درشت‌حالت (به انگلیسی: macrostate) به ویژگی‌های بزرگ‌مقیاس سیستم مانند دما، فشار، حجم، و چگالی اشاره دارد. یک سیستم ترمودینامیکی می‌تواند ریزحالت‌های گوناگونی داشته باشد که همه منجر به درشت‌حالت یکسانی می‌شوند.
بر اساس اصل موضوع بنیادی مکانیک آماری، همهٔ ریزحالت‌های دسترس‌پذیر برای یک سیستم ترمودینامیکی با احتمال یکسانی رخ می‌دهند. بنابراین، احتمال هر درشت‌حالت متناسب است با شمار ریزحالت‌هایی که منجر به آن درشت‌حالت می‌شوند.